# 卫星测高

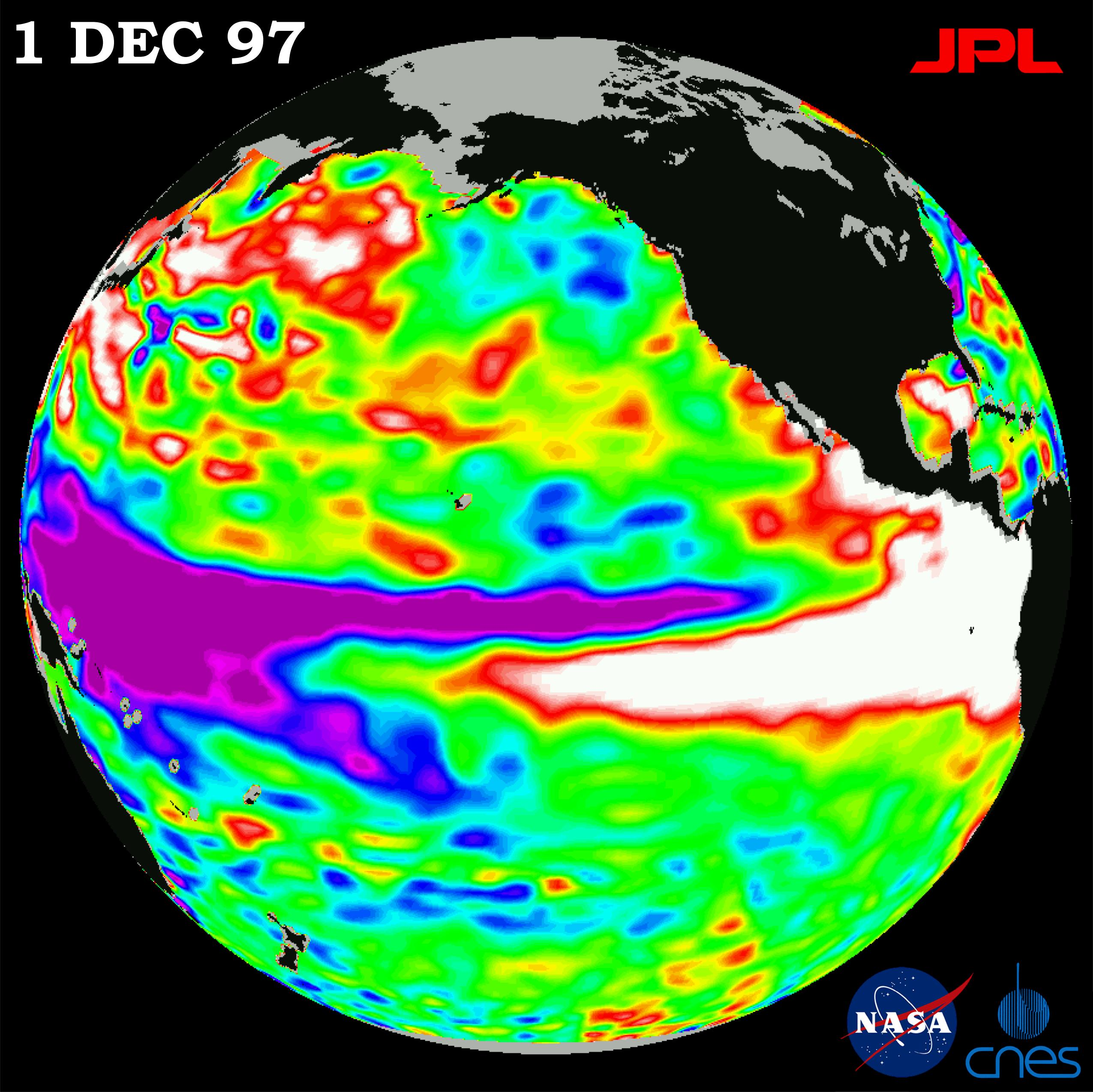
由TOPEX/Poseidon测高数据反演得到的海面高度，揭示了厄尔尼诺现象带来的海面异常起伏（图中红白色与蓝紫色部分）

卫星测高（英語：Satellite Altimetry）是以人造卫星作为载体，使用雷达、激光等测距技术量测卫星至地球表面的高度，从而获取地球表面地形的空间测量技术。:187美国大地测量学家威廉·M·考拉于1969年召开的威廉斯敦固体地球和海洋物理大会上首次提出了卫星测高的概念，并将其视为研究固态地球与海洋动力学的关键技术。
卫星测高能全天候、重复地提供全球范围内的高度观测值，被应用在海洋学、大地测量学、地球物理学及冰川学等各类地球科学的分支学科中，具体包括确定大地水准面与地球重力场、探测海山和深海海沟等海底地形、监测海面地形以反映大洋环流、潮汐和海平面上升等物理机制对海面高度的影响等等。以Geosat、ERS、TOPEX/Poseidon、Jason、ENVISAT、ICESat等为代表的卫星测高任务，已参与入各类国际海洋和气象计划中。卫星测高技术也成为了全球气候观测系统（GCOS）和全球大地测量观测系统（GGOS）的重要组成部分。

## 发展历程

### 概念提出
由于水体具有良好的反射特性，雷达测高技术最初应用于海洋学的研究中。1969年，固体地球和海洋物理大会在美国马萨诸塞州的威廉斯敦召开，大会上讨论了雷达测高技术作为研究海洋学的空间技术的可行性。为达成这一目的，卫星测高技术需要同时具有精确测距与精确定轨的能力。

### 实验阶段
1973年至1974年间，NASA在其天空实验室计划（具体包括SL-2、SL-3及SL-4）中进行了人类历史上的首次卫星测高实验。在该实验中，卫星高度约为750千米，测高精度约为1－2米，其中的误差主要是来自于定轨精度的不足。随着天空实验室计划的成功，卫星测高实验很快得到了后续卫星任务的跟进：NASA在1975年至1979年间执行了GEOS-3计划，后又于1978年间执行了Seasat计划。这些后续任务配备的测高仪得到了改进，卫星本身的定轨精度也得到了提高。GEOS-3上除了搭载有雷达测高仪外，还搭载了激光反射镜、用于精确定轨的多普勒发射器，以及卫星跟踪卫星组件等。:144

### 成熟阶段
1985年，由美国海军运营的Geosat成功运作，标志着卫星测高技术进入成熟阶段，测距精度达到了10厘米以内。其后于1991年，欧空局也发射了其第一个地球观测及测高卫星ERS-1。到1992年，由NASA和CNES联合运营的TOPEX/Poseidon使用GPS与DORIS系统联合定轨，将测距精度提高到了2－3厘米的级别，标志着卫星测高技术进入了高精度时代。:3

## 基本原理

### 雷达高程测量

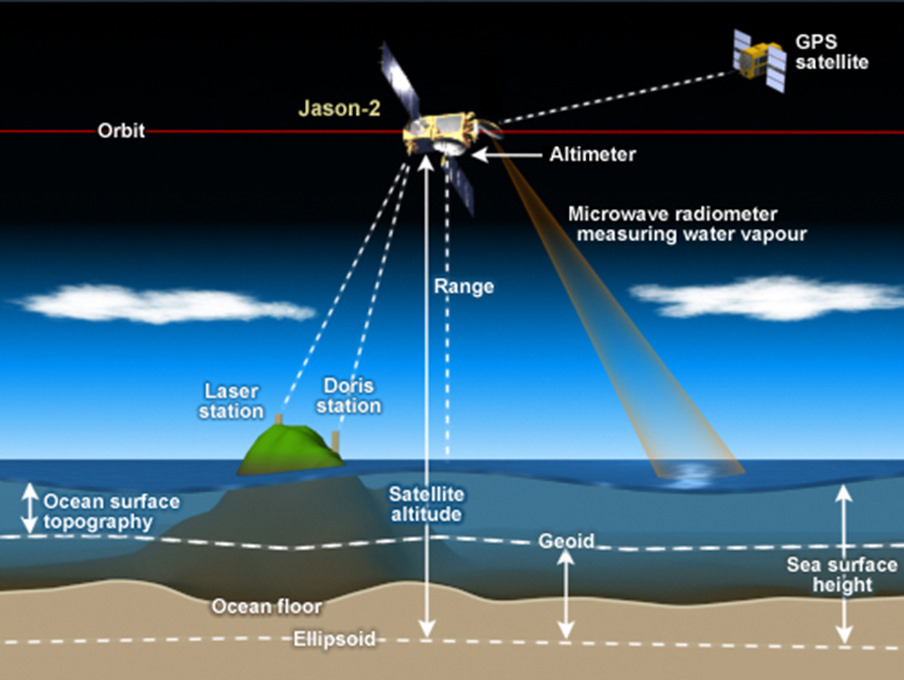
卫星测高原理示意图

卫星测高技术通过有源测量的方式获取卫星到地球表面的距离，这一过程通常是采用微波雷达实现。在卫星轨道上，星载雷达向天底方向发射高频的脉冲信号，并接收地球表面反射的回波。之后，卫星通过比对分析得到信号的往返时间  {\displaystyle \Delta t}，再由光速 {\displaystyle c} 求得卫星相对于地球表面的高度 {\displaystyle \rho } ：:443
{\displaystyle \rho =c{\frac {\Delta t}{2}}}
值得注意的是，卫星发射的雷达波束宽度约为1.5°－3°。根据卫星高度的不同，该波束在抵达地球表面时会产生一个半径约为3－5千米的圆形区域。因此，测高仪测得的距离 {\displaystyle \rho } 实际上是卫星到这个圆形区域的平均距离。:188-189

#### 信号接收
在接收回波时，卫星会开启一个长为数十米的窄带分析窗口。信号进入窗口后，卫星将采用去斜脉冲压缩的方式记录下信号的波形和振幅。这些波形和振幅中包含有反射地物的特征信息，以及因天线偏移产生的误差。传统的卫星任务采用“闭环模式（英語：closed-loop mode）”来记录回波被接受到的时刻，而Jason-3及Sentinel-3等最新的卫星任务则使用所谓的“开环模式（英語：open-loop mode）”。在闭环模式中，卫星使用自适应跟踪单元（英語：adaptive tracking unit，缩写：ATU）分析回波；而在开环模式中，卫星会使用数字高程模型来获得先验的卫星高度，这主要是在陆地表面上使用。

### 基本观测方程
通过卫星测高技术，可以获得卫星星下点处，海水面及其他地球表面的大地高（椭球高） {\displaystyle h}。这一过程的原理由卫星测高基本观测方程给出：:192
{\displaystyle h=r_{s}-{\hat {\rho }}-r_{e}-C}
其中各个量的含义如下：
- {\displaystyle r_{s}}是卫星的地心距离，通过卫星的空间位置求得
- {\displaystyle {\hat {\rho }}} 是由测高仪测得，并经误差改正后的的卫星相对于海水面的高度
- {\displaystyle r_{e}} 是卫星星下点的地心距离，该星下点位于参考椭球面上

特别地， {\displaystyle C} 是因椭球法线与地心向径的不重合而产生的改正项，量级通常在0至5米之间，其计算公式为：:192
{\displaystyle C={r_{e} \over 8}\left(1-{r_{e} \over r_{s}}\right)e^{4}\sin ^{2}2B}
其中 {\displaystyle e} 为参考椭球的偏心率， {\displaystyle B}为星下点的大地纬度。

### 误差改正公式
卫星发射的脉冲信号在其传播和处理中会受到各类因素的影响，使测高仪测得的距离 {\displaystyle \rho } 实际上并不等于卫星到反射面的距离。为了得到这一实际距离的估计值 {\displaystyle {\hat {\rho }}}，需要对其进行误差改正：:193
{\displaystyle {\hat {\rho }}=\rho +\Delta \rho _{sg}+\Delta \rho _{i}+\Delta \rho _{a}+\Delta \rho _{ssb}+\Delta \rho _{t}+\varepsilon }
其中各类改正项及误差项的具体含义为：
- {\displaystyle \Delta \rho _{sg}} 为卫星发射与接受天线与卫星质心的偏差的改正项
- {\displaystyle \Delta \rho _{i}} 为仪器误差的改正项
- {\displaystyle \Delta \rho _{a}} 为大气传播延迟的改正项，具体包括电离层延迟与对流层延迟，对流层延迟又可分为干延迟与湿延迟等
- {\displaystyle \Delta \rho _{ssb}} 为电磁偏差改正项，由海面的波浪和地形起伏等因素造成
- {\displaystyle \Delta \rho _{t}} 为潮汐改正，包括固体潮和海洋潮汐的改正等
- {\displaystyle \varepsilon } 为残余的未改正误差项

根据选取的改正项的不同，误差改正公式的形式会存在差别。具体的影响因素参见误差分析的章节。

## 误差分析
测高卫星的主要误差来源包括卫星轨道误差、环境误差与仪器误差等。:190总体来看，以GEOS-3、Seasat、Geosat、ERS-1及TOPEX/Poseidon为例，各项误差对其总误差的贡献为：:194
| 误差类型 | 误差类型   | GEOS-3  | Seasat  | Geosat  | ERS-1   | TOPEX/Poseidon |
| -------- | ---------- | ------- | ------- | ------- | ------- | -------------- |
| 轨道误差 | 重力场     | 50 cm   | 25 cm   | 15 cm   | 15 cm   | 小于2 cm       |
| 轨道误差 | 辐射压     |         | 15 cm   | 10 cm   | 6 cm    | 小于2 cm       |
| 轨道误差 | 大气阻力   |         | 15 cm   | 10 cm   | 6 cm    | 小于2 cm       |
| 轨道误差 | 重力常数   |         |         |         | 2 cm    | 1 cm           |
| 轨道误差 | 潮汐       |         | 12 cm   | 5 cm    | 5 cm    | 小于2 cm       |
| 轨道误差 | 对流层     |         | 5 cm    | 4 cm    | 2 cm    | 1 cm           |
| 轨道误差 | 测站位置   |         | 10 cm   | 5 cm    | 3 cm    | 1 cm           |
| 轨道误差 | 总误差     | 50 cm   | 30 cm   | 20 cm   | 18 cm   | 3.5 cm         |
| 仪器误差 | 仪器噪声   | 50 cm   | 10 cm   | 5 cm    | 3 cm    | 小于2 cm       |
| 仪器误差 | 仪器偏差   |         | 7 cm    | 5 cm    | 3－5 cm | 2 cm           |
| 仪器误差 | 钟偏差     |         | 5 ms    | 3－5 ms | 1－2 ms | 小于2 ms       |
| 仪器误差 | 总误差     | 50 cm   | 15 cm   | 7 cm    | 5 cm    | 2 cm           |
| 环境误差 | 电磁偏差   | 10 cm   | 5 cm    | 2 cm    | 2 cm    | 小于2 cm       |
| 环境误差 | 波形偏差   | 2 cm    | 1 cm    | 1 cm    | 1 cm    | 1 cm           |
| 环境误差 | 干延迟     | 2 cm    | 2 cm    | 1 cm    | 1 cm    | 1 cm           |
| 环境误差 | 湿延迟     | 2 cm    | 2 cm    | 1 cm    | 1 cm    | 1 cm           |
| 环境误差 | 电离层延迟 | 2－3 cm | 2－3 cm | 2－3 cm | 2－3 cm | 1.3 cm         |
| 环境误差 | 总误差     | 20 cm   | 10 cm   | 6 cm    | 4 cm    | 3.5 cm         |

### 轨道误差
轨道误差因卫星真实运行的轨道与计算轨道的偏差引起，且影响具有长波性质:190，主要包括如下几项：
- 地球重力场分辨率和精度的不足
- 地面跟踪站的位置误差
- 卫星跟踪系统（如DORIS系统）的误差
- 用于计算轨道的模型中存在的偏差

#### 模型误差
地球重力场在早期的卫星测高任务中是轨道误差中起主导作用的误差项。每颗卫星都对重力场中某一组特定的球谐系数非常敏感。因此，较为可行的方案是利用对卫星自身的观测数据，或是对相近卫星的观测数据，来制作一个为其专门定制的重力场模型。但随着EGM96、JGM-3等高阶次重力场模型的出现，重力场模型在径向上的精度可以达到10厘米内，已不再在轨道误差中起主导作用。:454-455

#### 潮汐误差
日、月等天体会影响地球的整体形态，从而造成地球重力场的变化。这主要包括海洋潮汐、固体潮汐、极潮汐和负荷潮汐等，其引起的变化从数厘米到数米不等，在某些近海附近甚至可以达到数十米。这些变化可以通过潮汐模型进行改正，当前潮汐模型的精度则在数厘米左右。:191

### 环境误差
环境误差包括大气传播延迟和由地球表面在对电磁波的反射、散射等的过程中引起的误差。

#### 电离层延迟
电离层延迟是由脉冲信号在穿过大气电离层时，与大气中的带电粒子等产生各类物理效应而产生的时间延迟差，最主要的影响来自于电离层的折射效应。该延迟的量级与太阳及其他天体的辐射强度、季节、时间和地理位置等因素的影响，延迟量在0.2－20厘米不等，在夜间及太阳活动不频繁的时期较小。若卫星携带有双频测高仪（例如TOPEX/Poseidon，使用的是6GHz的C波段和13.5GHz的Ku波段），则可对电离层延迟进行直接改正。除此之外，电离层延迟也可通过模型或DORIS测量改正。

#### 对流层延迟
对流层延迟分为湿延迟部分和干延迟部分。其中湿延迟部分由云层中的液态水及大气中的水蒸气引起，量级在0－50厘米之间，受气象条件的影响变化较大；干延迟部分则是由干燥气体引起，量级约为2.3米，并且较为稳定。

#### 电磁偏差
电磁偏差是因海面波谷反射脉冲的能力较波峰更强，使得回波功率的重心趋向波谷而非海面中心带来的偏移，也即平均散射面与平均海面的偏移。利用机载雷达和激光系统对海面反射特性的研究发现，该偏移是由海波引起的海面地形的偏度、峰度，以及海面风速的函数，量级在0到50厘米之间。以TOPEX/Poseidon采用的四参数改正模型为例，其形式为：
{\displaystyle \rho _{ssb}={\text{SWH}}\left[a_{1}+a_{2}{\text{SWH}}+a_{3}U+a_{5}U^{2}\right]}
其中，{\displaystyle {\text{SWH}}} 是有效波高，{\displaystyle U} 是估算风速，{\displaystyle a_{1}}、{\displaystyle a_{2}}、{\displaystyle a_{3}} 和 {\displaystyle a_{5}} 是常系数。

### 仪器误差
仪器误差主要包括下列因素：:457
- 因天线的相位中心与航天器的质心产生的偏移
- 信号在测高仪内部的电子器件中的传播延迟
- 测量系统采用的时间系统中存在的误差

## 测高卫星
截至2020年，已经结束或正在运行的测高卫星任务有如下几项：
| 任务                 | 图像 | 运营方                  | 开始时间 | 结束时间 | 高度    | 倾角  | 使用频段      | 重复周期       | 测高仪     | 测距精度 |
| -------------------- | ---- | ----------------------- | -------- | -------- | ------- | ----- | ------------- | -------------- | ---------- | -------- |
| 天空实验室 Skylab    |      | NASA                    | 1973年   | 1974年   | 435 km  | 50°   |               |                | S193       | 1 m      |
| GEOS-3               |      | NASA                    | 1975年   | 1979年   | 845 km  | 115°  |               |                | ALT        | 25 cm    |
| Seasat               |      | NASA                    | 1978年   | 1978年   | 800 km  | 108°  | Ku波段        | 约17天         | ALT        | 5 cm     |
| Geosat               |      | 美国海军                | 1985年   | 1990年   | 800 km  | 108°  | Ku波段        | 4天/17天       |            | 4 cm     |
| 欧洲遥感卫星 ERS-1   |      | ESA                     | 1991年   | 2000年   | 785 km  | 98.5° | Ku波段        | 3天/35天/168天 | RA         | 3 cm     |
| TOPEX/Poseidon       |      | NASA                    | 1992年   | 2006年   | 1336 km | 98.5° | Ku波段、C波段 | 3天/35天/168天 | TOPEX      | 2 cm     |
| TOPEX/Poseidon       | CNES | Ku波段                  | 1992年   | 2006年   | 1336 km | 98.5° | Poseidon-1    | 3天/35天/168天 |            | 2 cm     |
| 欧洲遥感卫星 ERS-2   |      | ESA                     | 1995年   | 2011年   | 785 km  | 98.5° | Ku波段        | 35天           | RA         | 3 cm     |
| GFO                  |      | 美国海军 NOAA           | 1998年   | 2008年   | 800 km  | 108°  | Ku波段        | 17天           | GFO-RA     | 3.5 cm   |
| Jason-1              |      | CNES NASA               | 2001年   | 2013年   | 1336 km | 66°   | Ku波段、C波段 | 10天           | Poseidon-2 | 2 cm     |
| 欧洲环境卫星 Envisat |      | ESA                     | 2002年   | 2012年   | 800 km  | 98.5° | Ku波段、S波段 | 35天           | RA-2       | 2－3 cm  |
| OSTM/Jason-2         |      | CNES NASA EUMETSAT NOAA | 2008年   | 2019年   | 1336 km | 66°   | Ku波段、C波段 | 10天           | Poseidon-3 |          |
| CryoSat-2            |      | ESA                     | 2010年   | 正在运行 | 720 km  | 92°   | Ku波段、C波段 | 369天          | SIRAL      |          |
| 海洋二号A HY-2A      |      | 中国                    | 2011年   | 正在运行 | 963 km  | 99.3° | Ku波段、C波段 | 14天/168天     |            |          |
| SARAL                |      | ISRO CNES               | 2013年   | 正在运行 | 800 km  | 92°   | Ka波段        | 35天           | AltiKa     |          |
| Sentinel-3           |      | ESA                     | 2016年   | 正在运行 | 814 km  | 98.5° | Ku波段、C波段 | 27天           | SRAL       |          |
| Jason-3              |      | CNES NASA EUMETSAT NOAA | 2016年   | 正在运行 | 1336 km | 66°   | Ku波段、C波段 | 10天           | Poseidon-3 |          |

## 学科应用

### 大地测量学
在海洋部分，卫星测高量取的是海水面的形状。而根据大地水准面的经典定义，其是与平均海水面最为密合的重力等位面。因而，卫星测高数据在去除时变因素与稳态的海面地形后，亦能用于建立高分辨率的大地水准面。除此之外，卫星测高数据还可进一步用于确定重力异常、垂线偏差等地球重力场中重要的物理量。尽管当前如何区分平均海面地形和大地水准面尚未完全解决，而且还是海洋大地测量学中最具挑战性的问题之一，但卫星测高所提供的空前丰富的数据，仍是确定地球重力场最为经济且有效的手段。

#### 数学原理

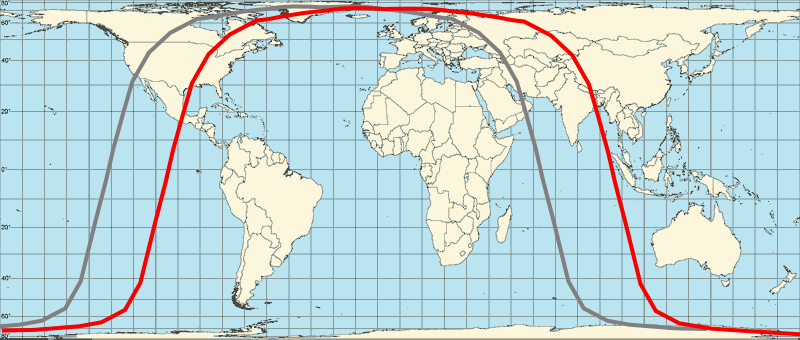
极轨卫星ENVISAT的地面轨迹，其中自南向北运动的弧段为升弧段，自北向南运动的弧段为降弧段

地球重力场中的其他物理量可以通过地球表面的垂线偏差计算而得，因此在此仅以垂线偏差的计算原理为例。卫星的地面轨迹在地表上存在有交叉点，按其经过交叉点时的方向，可将交叉的两条轨迹分为升弧和降弧。交叉点处的垂线偏差则利用测高数据量取的大地水准面高 {\displaystyle N} 及其偏导数计算得出。这一垂线偏差由其在子午圈上的分量 {\displaystyle \xi } 及其在卯酉圈上的分量 {\displaystyle \eta } 表示：
{\displaystyle {\begin{cases}\xi =-{\frac {1}{R}}{\partial N \over \partial \varphi }\\\eta =-{\frac {1}{R\cos \varphi }}{\partial N \over \partial \lambda }\end{cases}}}
式中，{\displaystyle R} 为地球的平均半径，{\displaystyle (\varphi ,\lambda )}则为该交叉点的大地纬度和大地经度。其中大地水准面高在经度和纬度上的偏导数的计算公式则由大卫·T·桑德威尔（英語：David T. Sandwell）提出：
{\displaystyle {\begin{cases}{\partial N \over \partial \lambda }={\frac {1}{2{\dot {\lambda }}}}({\dot {N}}_{a}+{\dot {N}}_{d})\\{\partial N \over \partial \varphi }={\frac {1}{2{\dot {\varphi }}}}({\dot {N}}_{a}-{\dot {N}}_{d})\end{cases}}}
其中，{\displaystyle ({\dot {\varphi }},{\dot {\lambda }})}是卫星在经过该交叉点时的速度分量，{\displaystyle {\dot {N}}_{a}}和{\displaystyle {\dot {N}}_{d}}则分别是大地水准面高在升弧和降弧段对时间的偏导数，这四个量都可以通过卫星测高观测数据计算得到。

### 地球物理学
通过Geosat、ERS及TOPEX/Poseidon的测高数据，可以构建出海洋的重力场模型。重力场模型中的重力异常和大地水准面扰动的分布，则反映了海山、洋脊和海沟等海底地形，以及莫霍面深度、地幔对流等更深层的地球内部结构的影响。具体地，大尺度的地幔对流影响的是重力场中的长波部分，而岩石圈等较浅的密度异常影响的则是重力场中的短波部分。

### 海洋学

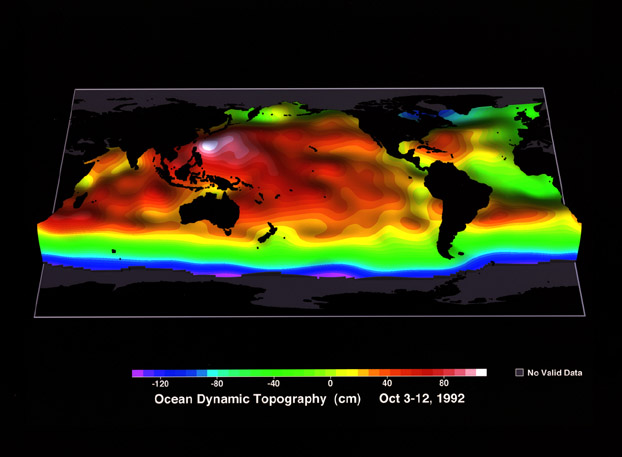
由TOPEX/Poseidon提供的数据绘制的全球海面地形分布图

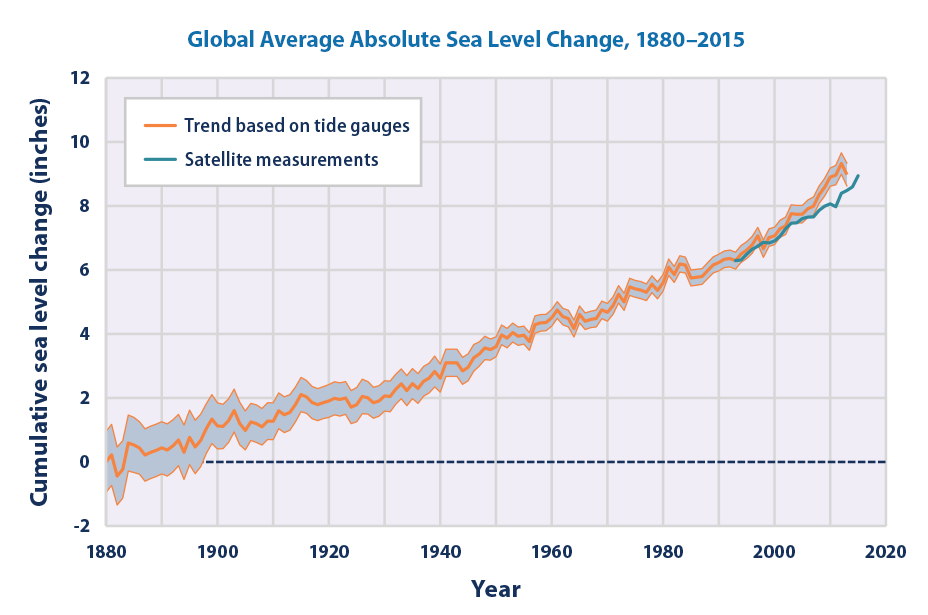
1880年－2015年的海平面高度变化，卫星测高数据（蓝线）可用于提供有关海面变化的数据

在物理海洋学中，测高数据被用于研究海平面的空间变化与时间变化。通过测高数据，可以得到海水面的分布特征，其相对于地球重力场中与其最为密合的等位面（即大地水准面）的起伏被称为海面地形（英語：Sea Surface Topography，缩写：SST）。这一起伏又被分为两类，一类是由于大洋环流、潮汐和大气作用所引起的瞬时海水面的起伏，另一类是剔除了部分或全部时变因素后得到的拟稳态或稳态海水面起伏。:216在已知大地水准面高 {\displaystyle N} 的情况下，海水面的大地高 {\displaystyle h} 可直接转化为海面地形 {\displaystyle H}：:451
{\displaystyle H=h-N}
由此得到的海面地形去除了地球重力的影响，包含了有关海流和潮汐等海洋学研究的关键信息。

#### 大洋环流
大洋环流因与地球的自转偏向力达成地转平衡（英語：geostrophic balance）的水平压力梯度而引起，其使海面地形出现的起伏可达到一米左右的程度。因此，洋流路线的季节性变化足以被测高卫星探测得到。以墨西哥湾暖流为例，在GEOS-3分别于1977年4月和同年9月经过同一地点上空时，探测到的海水面高度发生了1.2米的变化，而附近区域因海山造成的海水面起伏则几乎没有改变。此外，洋流流量的变化也会引起海面地形的波动，其中季节性的影响因素可以达到大约0.1米，这种波动则可由TOPEX/Poseidon等高时间分辨率的测高卫星发现。

#### 海洋潮汐
海洋潮汐是造成平均海平面变化的最大影响因素，量级约为30厘米。重复的测高数据可以用于全球海面的潮汐监测，并参与到潮汐预测的数学模型中。以TOPEX/Poseidon为例，使用其提供的测高数据建立的潮汐模型可以达到2－3厘米的精度。

#### 海面变化
海平面变化既包含有周期性的波动，也包含有人类活动带来的影响，这一结果已被全球性的验潮资料证实。对卫星在其轨迹上同一点获得的重复观测数据进行时间序列分析发现，海平面的周年变化幅度可以达20厘米，形成这类周年变化的原因则是不同季节的温度变化。厄尔尼诺等现象造成的海水温度变化，也可以给海平面高度带来10厘米左右的改变。因此，卫星测高的数据也可以用于研究全球的气候变化，甚至提前数月就监测到海面测量无法发觉的厄尔尼诺信号。TOPEX/Poseidon及其后的Jason系列任务的长期监测，已经发现了周期在10年以上的涛动现象。除此之外，这些测高数据还显示出，人类活动造成的海平面上升速率则约为3－4毫米每年。

#### 海况监测
平静的海水面是良好的反射体，当海面受到风浪等因素的干扰时，其反射特性也会发生变化。这些特征能反映在回波的波形和强度上：较为平静的海面反射的脉冲信号较强，而起伏不定的海面反射的脉冲信号较弱。因此，通过分析雷达测高信号可以得到相关的海况数据，并进一步用于建立预测模型、为船上运输等海上人类活动提供相关情报等。